# Budova Regionálního centra Olomouc 2
Regionální centrum Olomouc 2 (RCO2) je výšková budova nacházející se na ulici Jeremenkova v Olomouci, naproti hlavnímu nádraží. Slouží jako administrativně-obchodní budova a byla otevřena v roce 2003. Budova má 20 podlaží, se svými 71 metry výšky patří k nejvýraznějším orientačním bodům Olomouce. Vrchol budovy je v nadmořské výšce 300 m. Společnost regionální centrum Olomouc budovu postavila, protože nedostačovaly prostory v budově RCO1 z roku 1997.

## Kritika
Budovu ve svém pořadu Gebrian versus (díl Gebrian vs. Olomouc) v roce 2013 kritizoval architekt a novinář Adam Gebrian, podle něj je stavba návrat do komunistické éry, je architektonicky moc složitá, stejně tak složitá na údržbu.